# Astragalus dzebrailicus
Astragalus dzebrailicus es una especie de planta del género Astragalus, de la familia de las leguminosas, orden Fabales.

## Distribución
Astragalus dzebrailicus se distribuye por Azerbaiyán.

## Taxonomía
Fue descrita científicamente por Grossh.
Sinonimia
- Astragalus schuschensis Grossh.